# Halda
Halda és un riu de Bangladesh al sud-est del país. Neix a la serralada de Badnatalu als Chittagong Hill Tracts prop de Ramgarh, i corre per Fatikchhari, Hathazari, Raozan i Chittagong Kotwali Thana, desaiguant al riu Karnaphuli, del qual és un dels principals tributaris. És navegable pels bots dels natius fins a uns 30 o 40 km, durant tot l'any i fins a uns 50 km al temps de pluges. El riu produeix bona pesca especialment de carpes que només es troben a aquest riu. El seu principal afluent és el Dhurung.